# LG KF510c

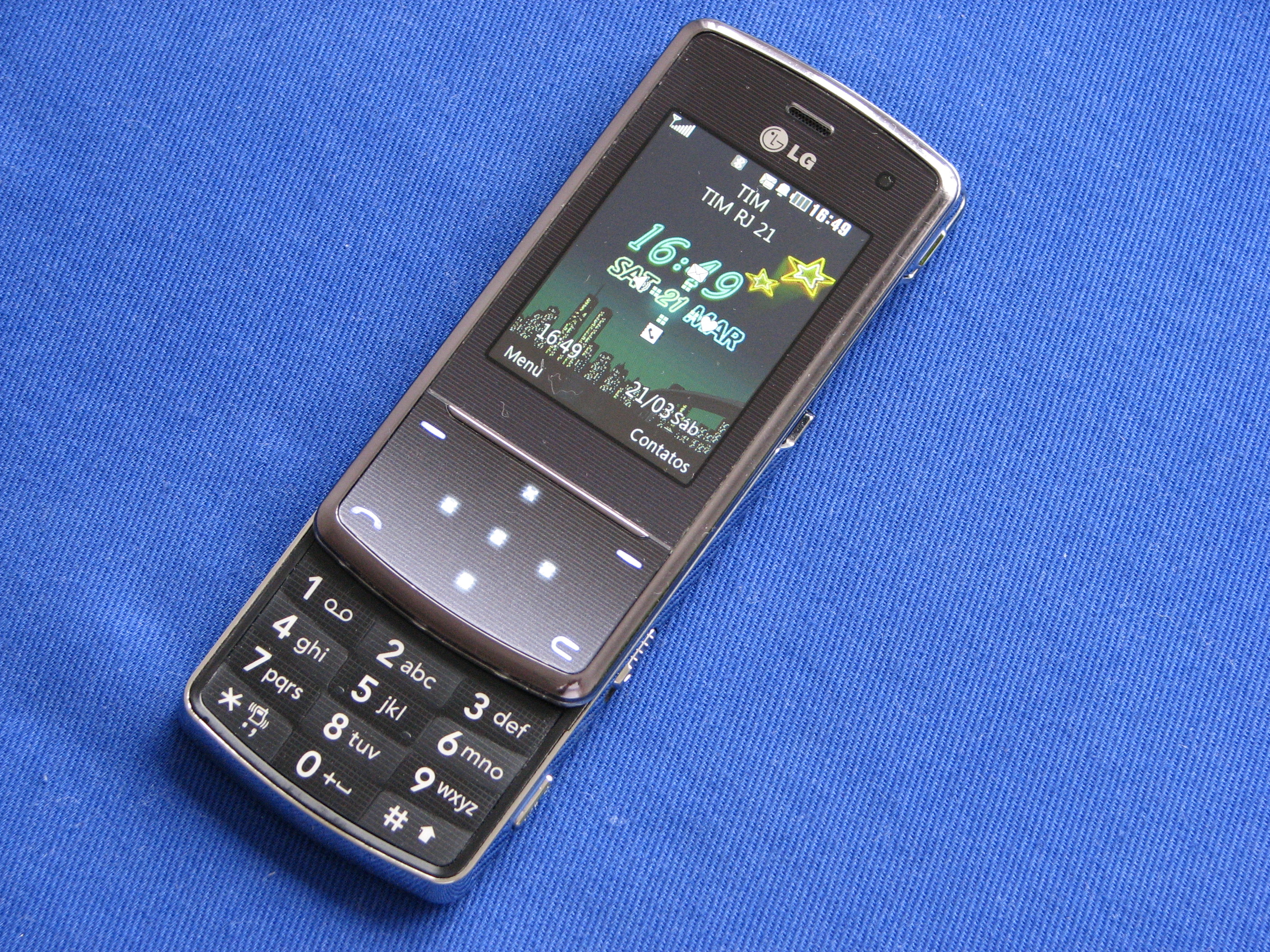
O LG KF510c

O LG KF510c é um aparelho celular projetado para operar com tecnologia digital de comunicação móvel, GSM tri-band: 900/1800/1900 MHz, com dimensões 104x49,5x11mm e peso de 106g, produzido pela LG Electronics.
Possui display LCD touch screen com resolução 240x320px, é equipado com câmera digital de 3.0 MegaPixels CMOS com flash, zoom 4x, auto focus, gravador de vídeo e voz, MP3 player/rádio FM, incorpora a técnica bluetooth/wi-fi, dispondo de viva-voz, toque polifônico, tempo de conversação de 150 minutos e tempo de espera de 150 horas. 
Fabricado em material metálico, é encontrado nas cores preta, prata e vermelha. Acompanha o produto o  carregador de bateria portátil, viva-voz integrado com  microfone, cabo de dados USB e cartão de memória microSD.